# Новоукраинское (Краснодарский край)
Новоукраинское — село в Гулькевичском районе Краснодарского края России. Административный центр Новоукраинского сельского поселения.
Население — 5798 человек (2021).

## Варианты названия
- Ново-Украинский,
- Новоукраинский,
- Ново-Украинское[3].

## Географическое положение
Село расположено на левом берегу реки Кубань, в 14 км на северо-запад от райцентра города Гулькевичи и в 6 км на юго-запад от Кропоткина.

## Население
| 2002 | 2010  | 2021  |
| ---- | ----- | ----- |
| 5852 | ↘5768 | ↗5798 |

## Известные уроженцы
- Савченко, Василий Прокофьевич (1921—1945) — участник Великой Отечественной войны, казак, гвардии рядовой, закрывший своим телом амбразуру пулемёта.